# Def Jam Recordings
Def Jam Recordings америчка је међународна дискографска кућа са седиштем на Менхетну у Њујорку. Def Jam се претежно усредсређивао на хип хоп, поп и урбану музику, у власништву Universal Music Group-а. Кућа је имала лондонски огранак у Уједињеном Краљевству, познат као 0207 Def Jam (Def Jam UK током 1990-ис и -2000-их) и управљала је преко EMI Records. Ова издавачка кућа дистрибуира издања различитих издавачких кућа, као што су GOOD Music Канјеа Веста, ARTium Recordings No I.D.-ја и Listen Up Forever Records, на челу са продуцентом Ronny J-ом. Тренутни извођачи, између осталих, су Џастин Бибер, Биг Шон, Канје Вест, Нас, 2 Chainz, Дејв Ист, Jeezy, Џеремих, Џене Аико, Pusha T, Fabolous и YK Osiris.